# Mastacembelus brichardi
Mastacembelus brichardi és una espècie de peix pertanyent a la família dels mastacembèlids.

## Descripció
- Fa 17 cm de llargària màxima.
- Nombre de vèrtebres: 72-74.
- 27-28 espines i 53-57 radis tous a l'aleta dorsal.
- 2 espines i 56-61 radis tous a l'aleta anal.[5][6]

## Hàbitat
És un peix d'aigua dolça, demersal i de clima tropical.

## Distribució geogràfica
Es troba a Àfrica: és un endemisme del riu Congo.

## Observacions
És inofensiu per als humans.